# Calculatores di Oxford

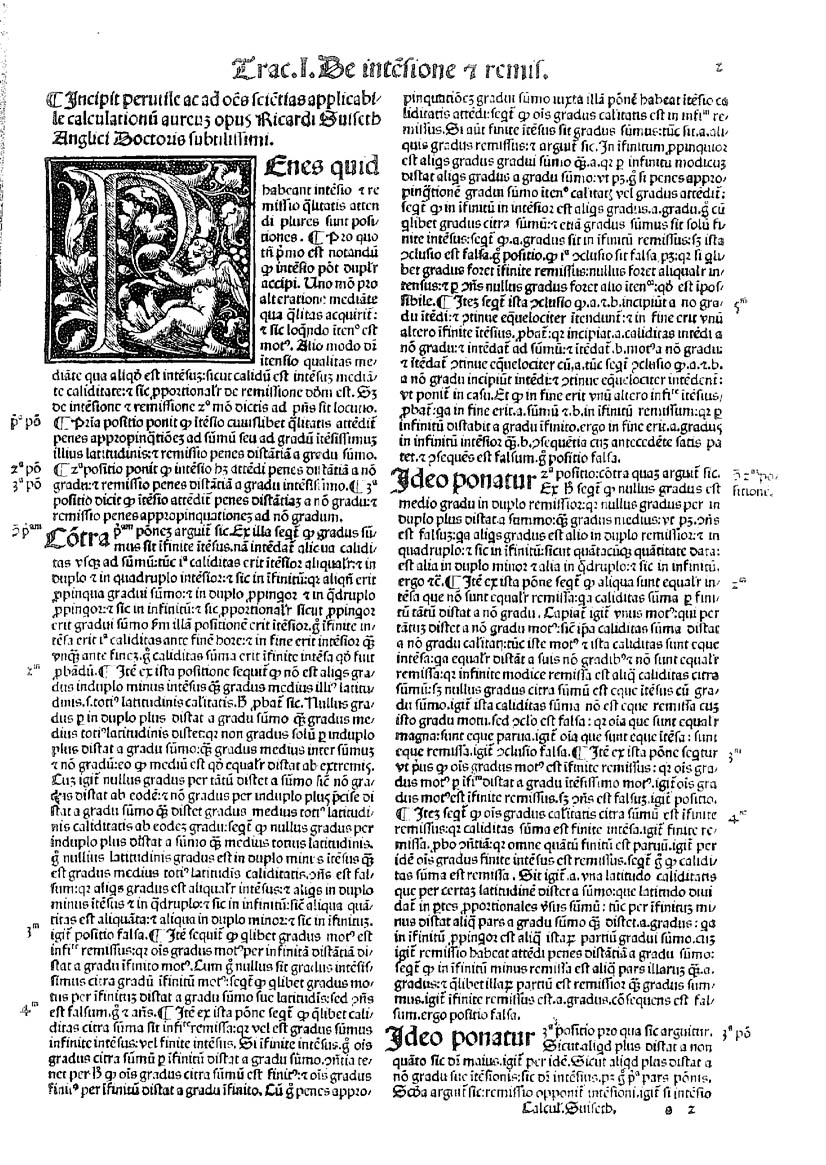
Richard Swineshead, Calculator, 1520

I Calculatores di Oxford furono un gruppo di pensatori del XIV secolo - quasi tutti iscritti al Merton College di Oxford - motivo per cui sono stati soprannominati "La Scuola di Merton". Essi adottarono uno spiccato approccio logico-matematico, applicandolo a problematiche di natura filosofica. I "calcolatori" più importanti - i cui trattati risalgono alla prima metà del XIV secolo - furono Thomas Bradwardine, William Heytesbury, Richard Swineshead e John Dumbleton. Essi si basarono su opere precedenti di Walter Burley e Gerardo di Bruxelles.

## Scienza
I progressi compiuti da questi pensatori furono inizialmente di carattere puramente matematico, ma in seguito diventarono rilevanti anche nell'ambito della meccanica. Essi si avvalsero prevalentemente della logica e della fisica aristotelica. Inoltre studiarono e tentarono di quantificare ogni singola entità fisica osservabile, come ad esempio il calore, la forza, il colore, la densità e la luce. Aristotele era convinto che soltanto la lunghezza ed il moto potessero essere quantificabili. I Calcolatori di Oxford fecero riferimento proprio al suo pensiero dimostrandone l'inattendibilità, essendo in grado di calcolare proprietà fisiche quali la temperatura e la potenza. Svilupparono l'opera di Al-Battani sulla trigonometria ed il loro contributo più noto fu il teorema della velocità media – sebbene attribuito successivamente a Galileo – e meglio conosciuto come "La legge di caduta dei gravi". 
Nonostante il tentativo di quantificare le entità osservabili, i loro interessi principali furono riposti più nella filosofia e nella logica che nel mondo naturale. Utilizzarono i numeri per confutare filosoficamente e per dimostrare il "perché" e non soltanto il "come" qualcosa funzioni in un determinato modo.
I Calcolatori di Oxford distinsero la cinematica dalla dinamica, attribuendo una maggiore importanza alla prima ed indagando la velocità istantanea. Innanzitutto formularono il teorema della velocità media: un corpo che si muove a velocità costante percorre nel medesimo arco temporale la stessa distanza di un corpo accelerato se la velocità da esso raggiunta corrisponde alla metà di quella finale del corpo accelerato.
Il fisico matematico e storico della scienza Clifford Truesdell, scrisse:
Nel Tractatus de proportionibus (1328) Bradwardine ampliò la teoria delle proporzioni di Eudosso, anticipando il concetto di crescita esponenziale - sviluppato successivamente da Bernoulli e da Eulero - e considerando l'interesse composto come un caso speciale. Le argomentazioni relative al teorema della velocità media (sopra) richiedono il concetto moderno di limite, per cui Bradwardine dovette fare riferimento alle congetture del suo tempo.
Il matematico e storico della matematica Carl Benjamin Boyer scrisse: "Bradwardine ha sviluppato la Teoria boeziana della proporzione doppia o tripla o, più in generale, quella che noi chiameremmo proporzione 'n-sima'.
Boyer sostenne anche che "nelle opere di Bradwardine erano contenuti alcuni fondamenti di trigonometria". Tuttavia "Bradwardine e i suoi colleghi di Oxford non hanno compiuto nessun passo avanti verso la scienza moderna". Lo strumento essenziale mancante era l'algebra.